# Drum național 39
Der Drum național 39 (rumänisch für „Nationalstraße 39“, kurz DN39) ist eine Hauptstraße in Rumänien die entlang dem Schwarzen Meer verläuft.

## Verlauf
Die Straße beginnt in Constanța an der Kreuzung Drum național 2A und Drum național 3. Nach wenigen Kilometern zweigt die Europastraße 87 ein, ab hier trägt die DN39 zusätzlich die Bezeichnung Europastraße 87. Kurz nach der Abzweigung der Drum național 39E kreuzt die Straße die Autostrada A4 und quert den Donau-Schwarzmeer-Kanal.
Kurz nach der Kreuzung in Agigea mit der Drum național 38 (Europastraße 675) verläuft die Straße in Eforie zwischen Schwarzem Meer und Techirghiol-See, bevor sie an den Orten Olimp, Neptun, Jupiter sowie Saturn vorbeiführt. Nach Mangalia quert sie den Lacul Mangalia und erreicht danach 2 Mai und Vama Veche, bevor sie am Grenzübergang Durankulak-Vama Veche endet.